# الهامة
الهامة، بلدة تقع على نهر بردى شمال الغوطة الغربية، تتبع ناحية مركز قدسيا الواقعة في منطقة قدسيا بمحافظة ريف دمشق جنوب سوريا. تقع الهامة غربي العاصمة دمشق، خلف جبل قاسيون، وهي الآن ضاحية من ضواحي دمشق الكبرى. بلغ عدد سكانها 10,045 نسمة حسب تعداد عام 2004 الذي أجراه المكتب المركزي للإحصاء، جلّهم من المسلمين السنة .
موقعها على طريق دمشق-بيروت وبين القطعات العسكرية الكبرى لجيش نظام الأسد، جعلها هدفًا للقصف والحصار والدمار. فقدمت ثلة من شبابها للمعتقلات، وسقط فيها العديد من الضحايا.

## الجغرافيا
يمر بها نهر بردى وينقسم عندها إلى فرعين علوي وسفلي. فالعلوي منه يُسمّى يزيد، والسفلي يظل اسمه بردی. وهذا الفرع الأول هو أحد أفرعه السبعة. في قناة حجرية عن يساره بنيت في عهد يزيد بن معاوية وسُمّيت باسمه. وغالب أراضيها الواقعة على ضفتي النهر كان قد أوقفها السلطان نور الدين زنكي على خدمات المدرسة العمرية بسفح قاسيون جانب مجمع الشيخ أحمد كفتارو. وفيها يمر نفق مياه نبع الفيجة الأثري الذي يغذّي بيوت دمشق.
تمتاز بكثرة الينابيع وعيون الماء فيها، حتى سمي جزء منها بحارة العيون، الجزء الأكبر من البلدة هو وادِ يعبره نهر بردى بين جبال من شرقه وغربه، تحيط به الأشجار والبساتين من جانبيه، ولطالما كانت الهامة مصيفاً ومرتعاً للملوك والأمراء وعامة الناس قديماً وحديثاً.

## التاريخ

### التاريخ القديم
كانت الهامة مأهولة قديمًا حيث عثر فيها على قبور رومانية تعود لما قبل ميلاد المسيح.
عبر التاريخ كانت الهامة هدفاً إستراتيجياً في الحروب، فقد نالت حظها من القصف الفرنسي إبان فترة الانتداب الفرنسي على سوريا، وقد قدمت فيه العديد من الشهداء ذكرهم شريف الصواف.

### القرن العشرين
بعد استيلاء حزب البعث على السلطة في سوريا، أصبح يوجد في الهامة معسكر لتدريب مقاتلي حركة فتح الفلسطينية تحت إشراف أبو علي إياد. أدّى ذلك إلى جعل البلدة عرضة للاستهداف، ففي صباح يوم 24 فبراير (شباط) عام 1969، هاجمت طائرات تتبعُ سلاح الجو الإسرائيلي بلدتي الهامة وميلسون الواقعتين على طريق دمشق-بيروت، ما ألحق أضرارًا مادية، وأسفر عن مقتل ما لا يقل عن 9 أشخاص وإصابة 31 آخرين. اتهم مندوب سوريا لدى الأمم المتحدة جورج طعمة إسرائيل بتدمير «عدد من المنازل ومصنع للغسالات» في الهامة.

### الثورة السورية
في يوم الثلاثاء 27 يونيو (حزيران) عام 2012، قامت دبّابات ومدرّعات نظام الأسد إضافة إلى ما لا يقل عن 1,500 جندي من المشاة وعناصر الأمن والشبيحة باقتحام البلدة بدءًا من الساعة 2:30 فجرًا في هجوم ترافق مع قصف عشوائي على الأحياء السكنية وسط قطع للكهرباء والماء والاتصالات، وقد دارت اشتباكات عنيفة مع فصائل الجيش الحر الذي تصدّى للاقتحام. وقد أسفر الهجوم عن مجزرة الهامة التي راح ضحيتها 21 شخصًا من المدنيين، سقط العديد منهم جراء عمليات القنص، حيث قام نظام الأسد بوضع قناصة على جبل الورد ليقوموا باستهداف وقتل المدنيين في حي الخابوري. شيّع الأهالي ضحايا المجزرة من جامع سعد الدين في ساحة الهامة، ودفنوهم في مقبرة جماعية عند مقبرة السادات قرب جسر الوادي. حمّلت الشبكة السورية لحقوق الإنسان جيش النظام السوري بقيادة بشار الأسد المسؤولية الكاملة والمباشرة عن المجزرة وتبعاتها وردات الفعل المترتبة عليها، وصنّفتها على أنها جريمة ضد الإنسانية، ودعت الأمم المتحدة للعمل على حماية المدنيين في سوريا.

## النقل

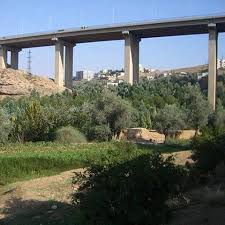
جسر الهامة عام 2017

افتُتح جسر الهامة الذي يصل بين ضفتي بردى والوادي المتواجد أسفل الجسر في مطلع في عام 1975، ويقع على الطريق المؤدي إلى الطريق الدائري الشمالي. ويبلغ طوله 310 أمتار وعرضه 26 مترًا. وقد نفذته شركة الأشغال العامة بتكلفة بلغ قدرها حينذاك 21 مليون ليرة.

## وصلات خارجية
- موسوعة الأسر الدمشقية